# 莱格莱苏埃拉德尔西德
莱格莱苏埃拉德尔西德，是西班牙阿拉贡自治区特鲁埃尔省的一个市镇。总面积40平方公里，总人口489人（2001年），人口密度12人/平方公里。